# Sāmbhar Salt Lake
Sāmbhar Salt Lake är en saltsjö i Indien. Den ligger i den nordvästra delen av landet, 280 km sydväst om huvudstaden New Delhi. Arean är 190 kvadratkilometer.